# Exit-13
Exit-13 é uma banda de grindcore/experimental dos Estados Unidos.